# برج ای‌زد
برج ای‌زد (انگلیسی: AZ Tower) آسمان‌خراشی واقع در شهر برنو در جمهوری چک است. این ساختمان ۱۱۱ متر بلندی و سی طبقه دارد. این برج هم‌اکنون بلندترین ساختمان در جمهوری چک می‌باشد. ساخت و ساز آن در سال ۲۰۱۱ آغاز گشت و در آوریل ۲۰۱۳ به پایان رسید. مساحت آن بیش از ۱۷٬۰۰۰ متر مربع است. از این برج به شکل اداری و همچنین جهت خرده‌فروشی و نیز به‌طور مسکونی استفاده می‌شود.

## نگارخانه

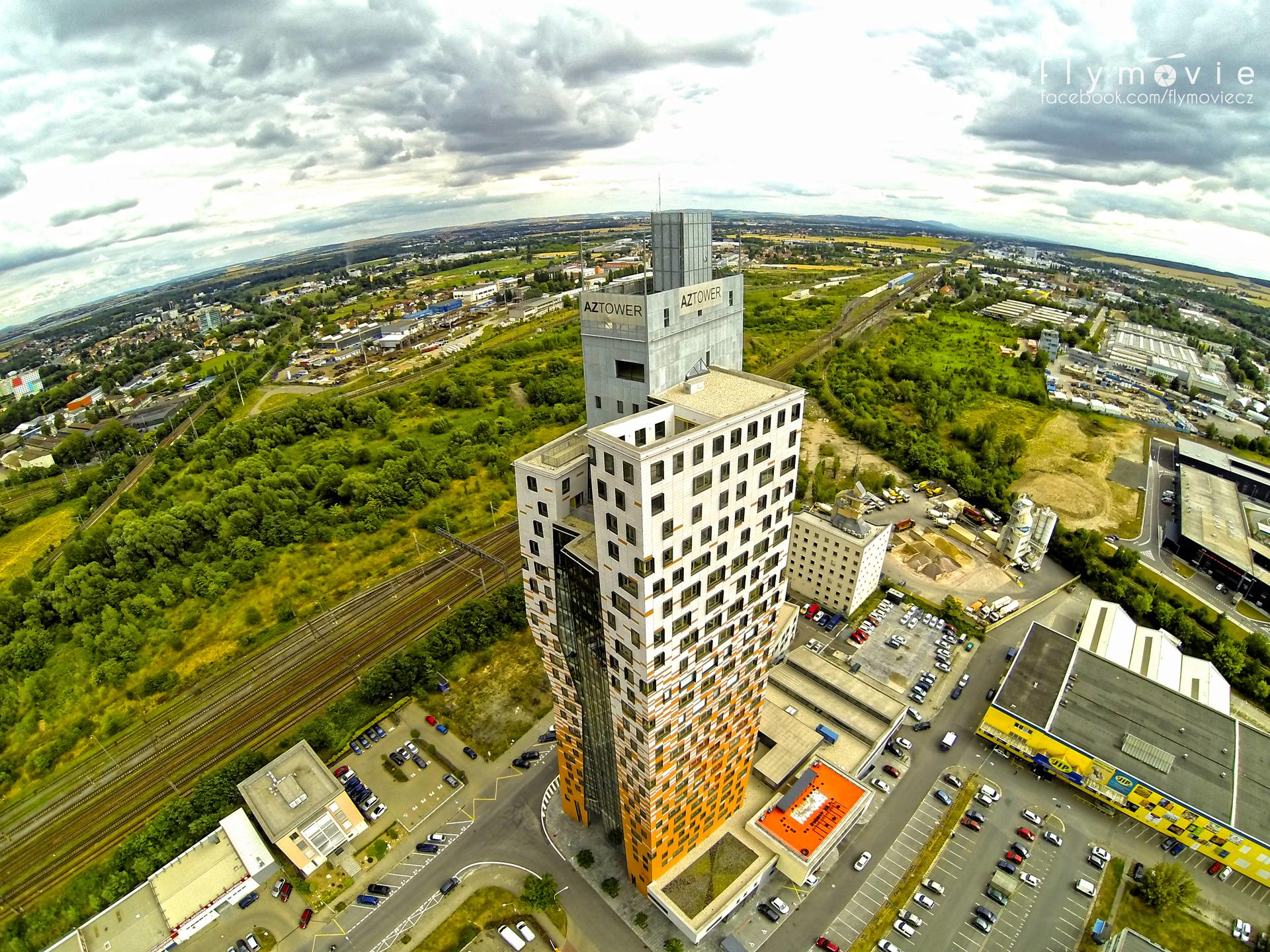
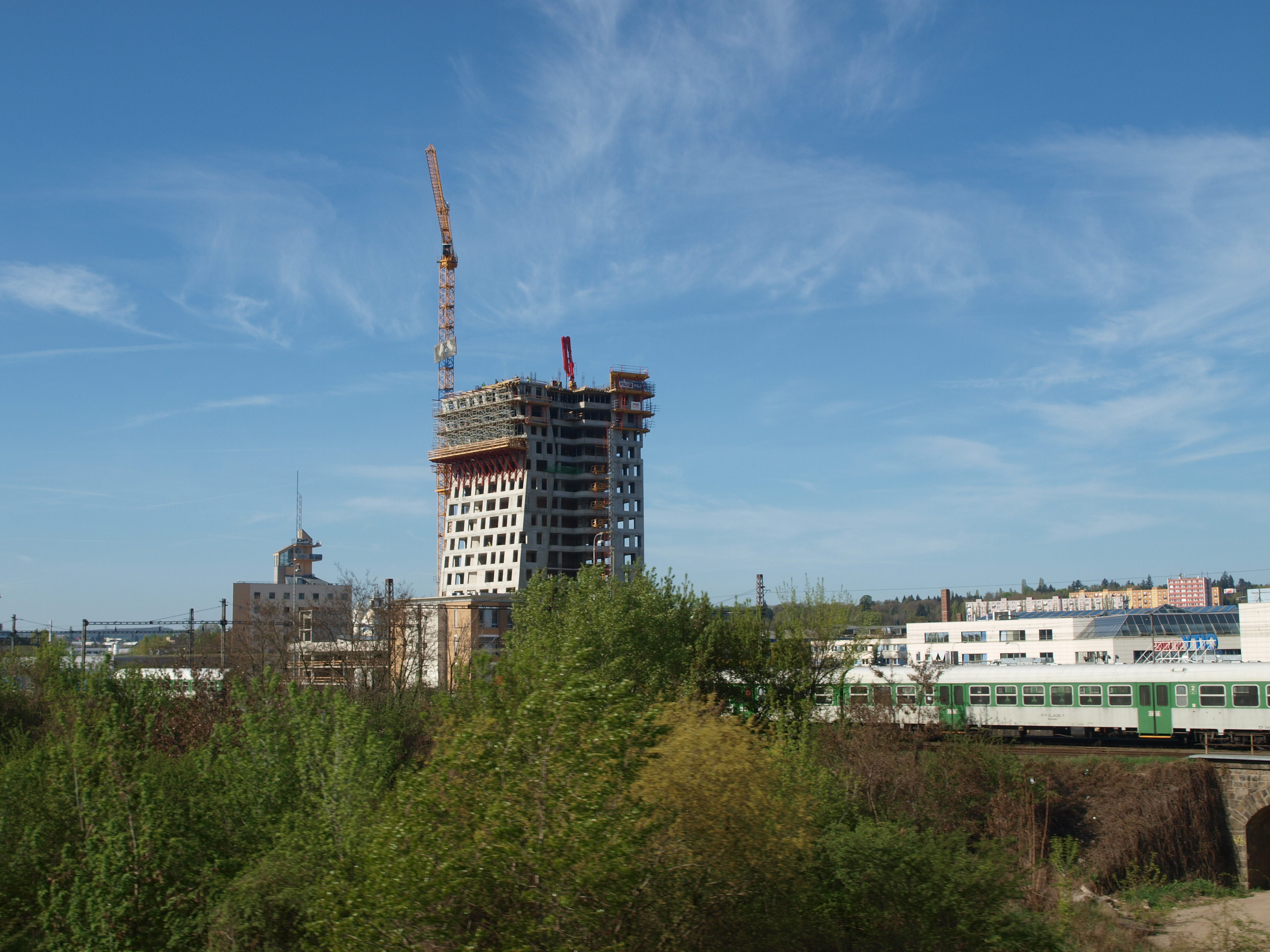
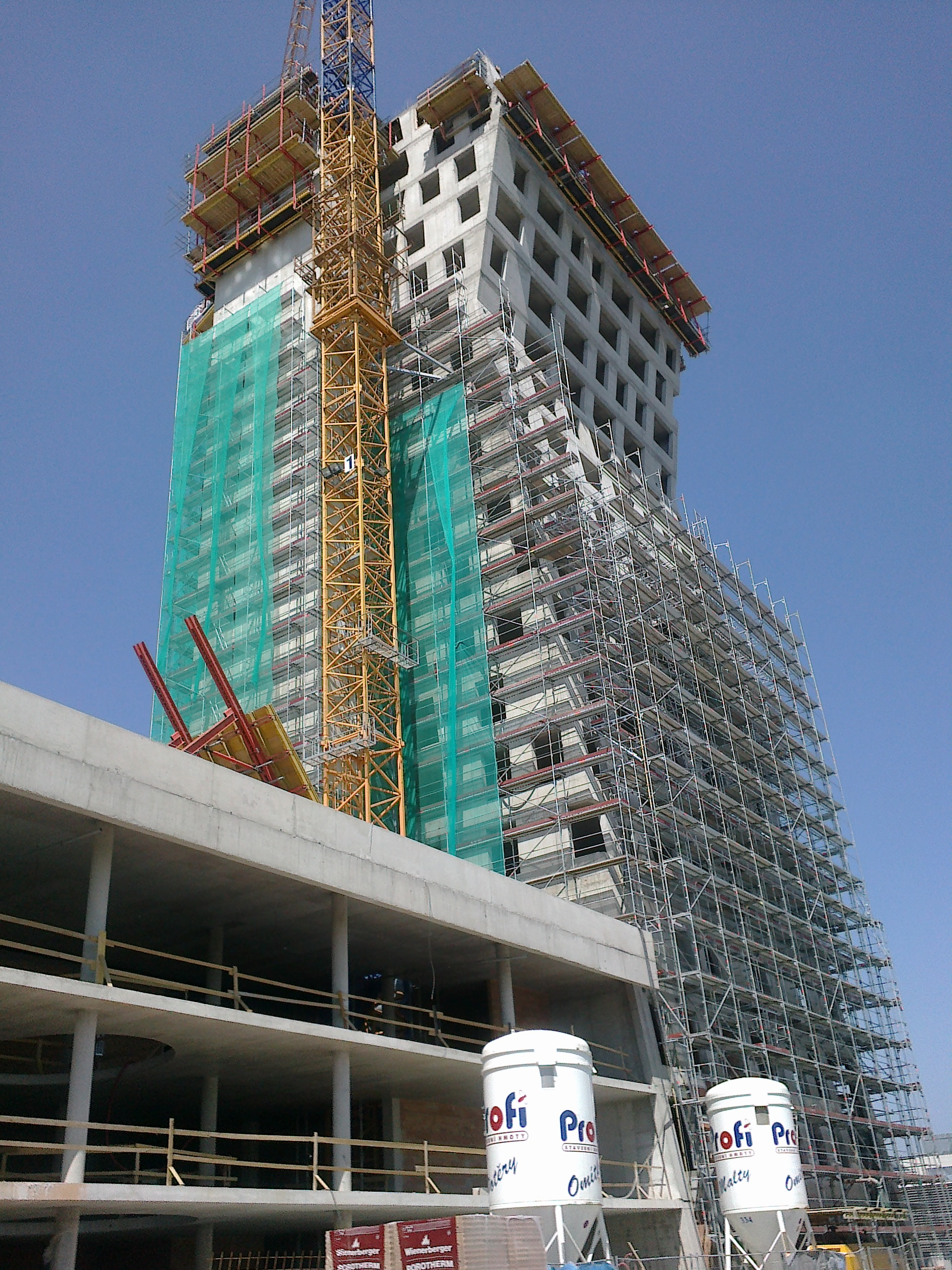
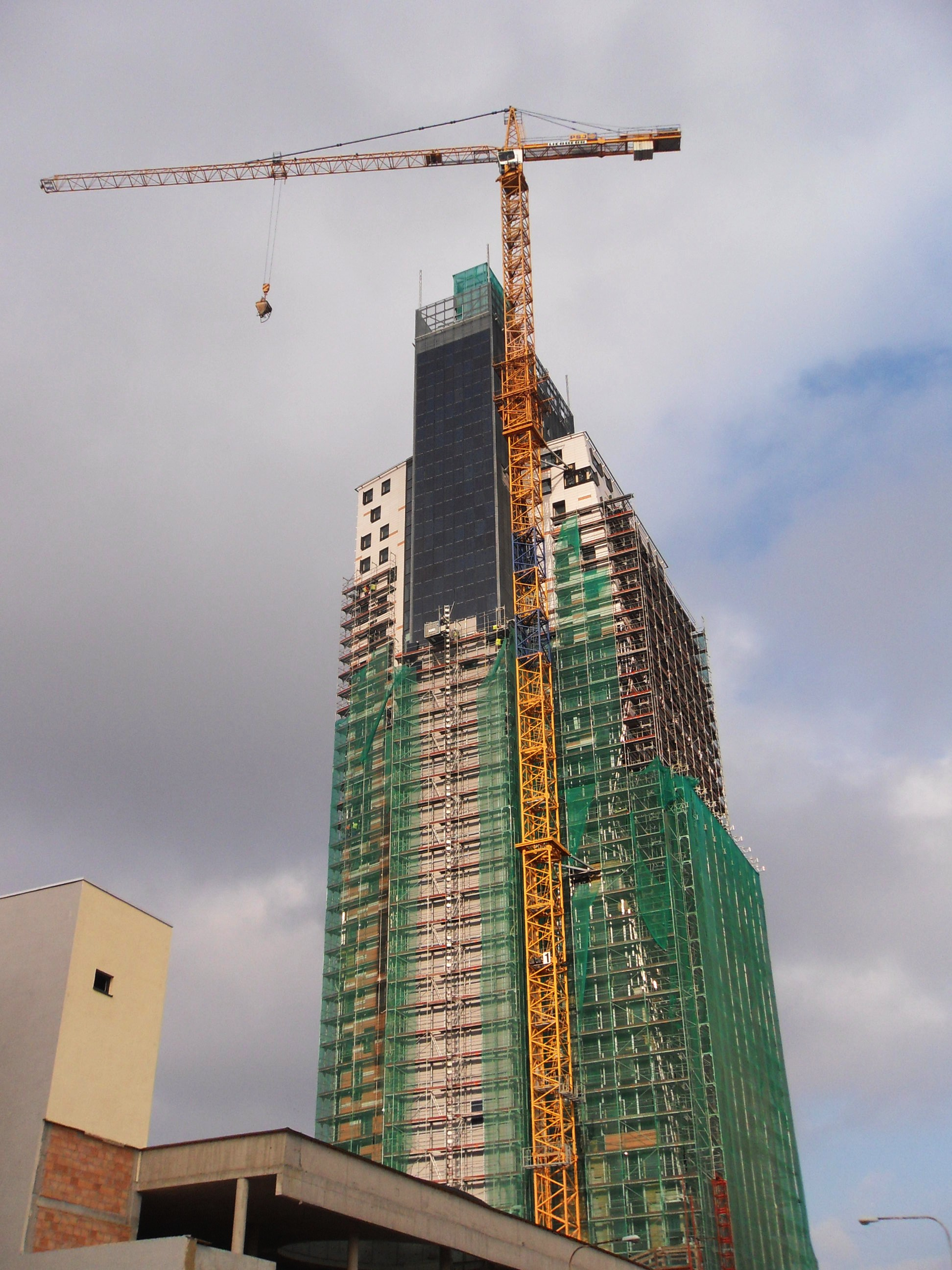
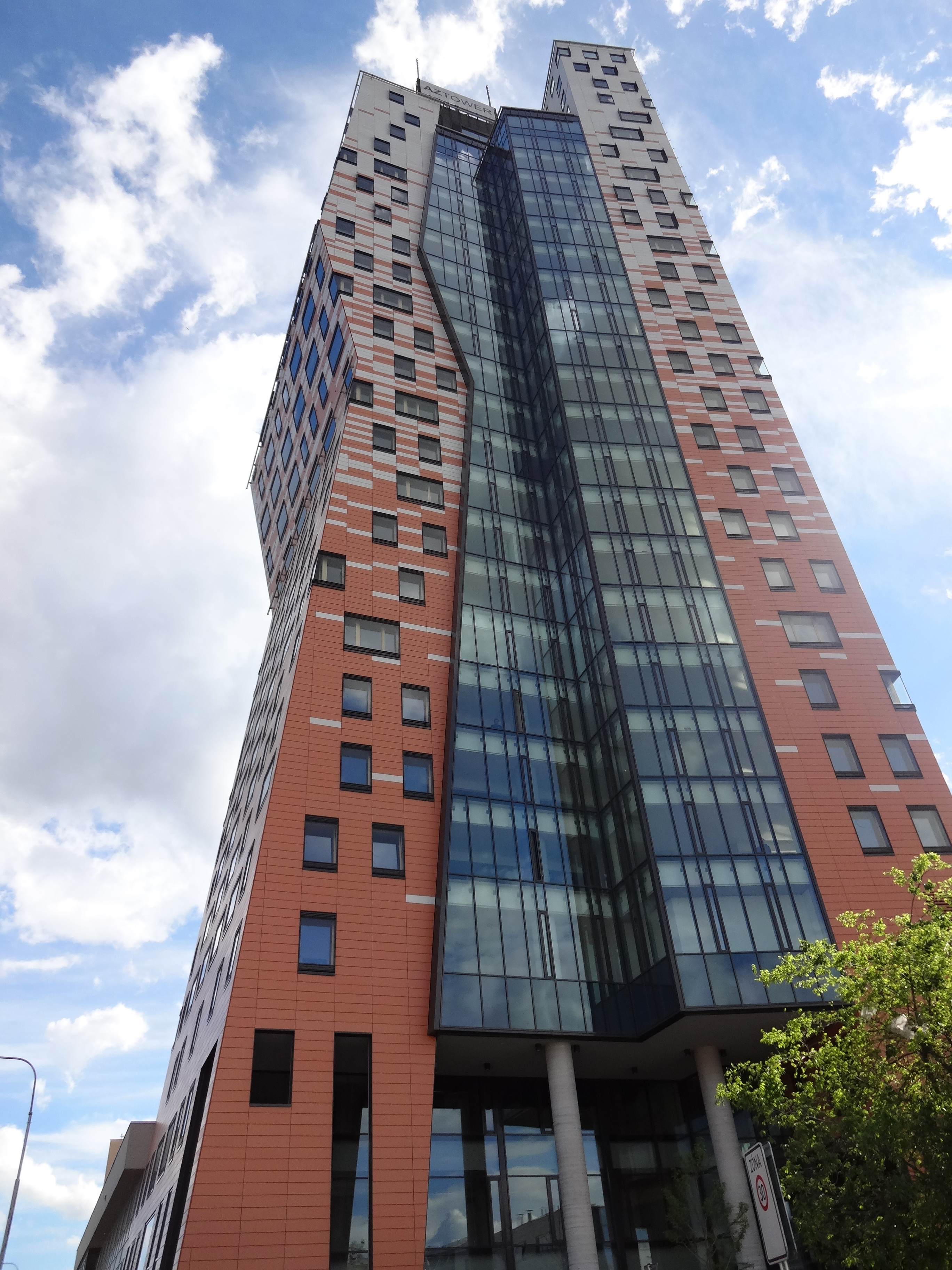
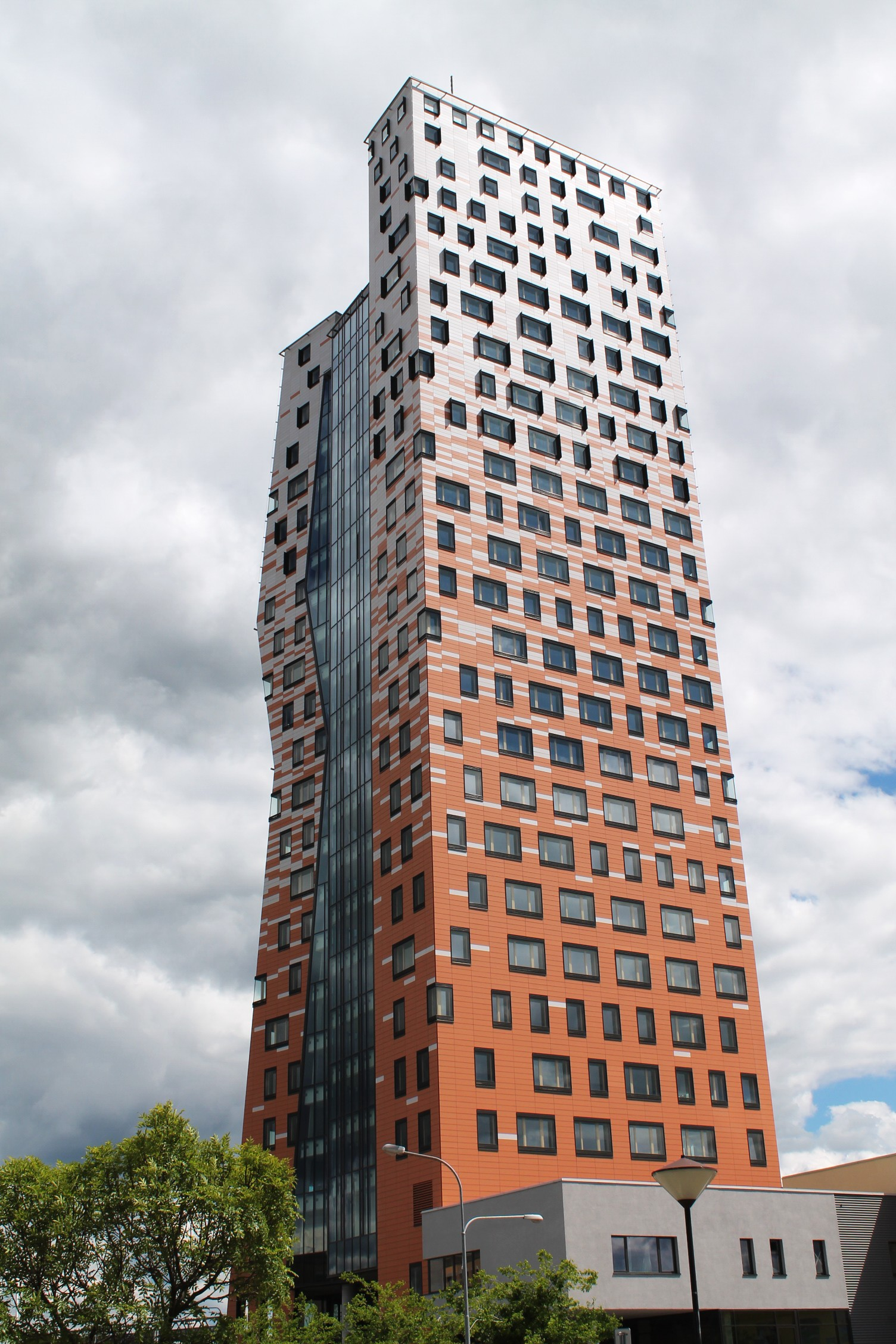
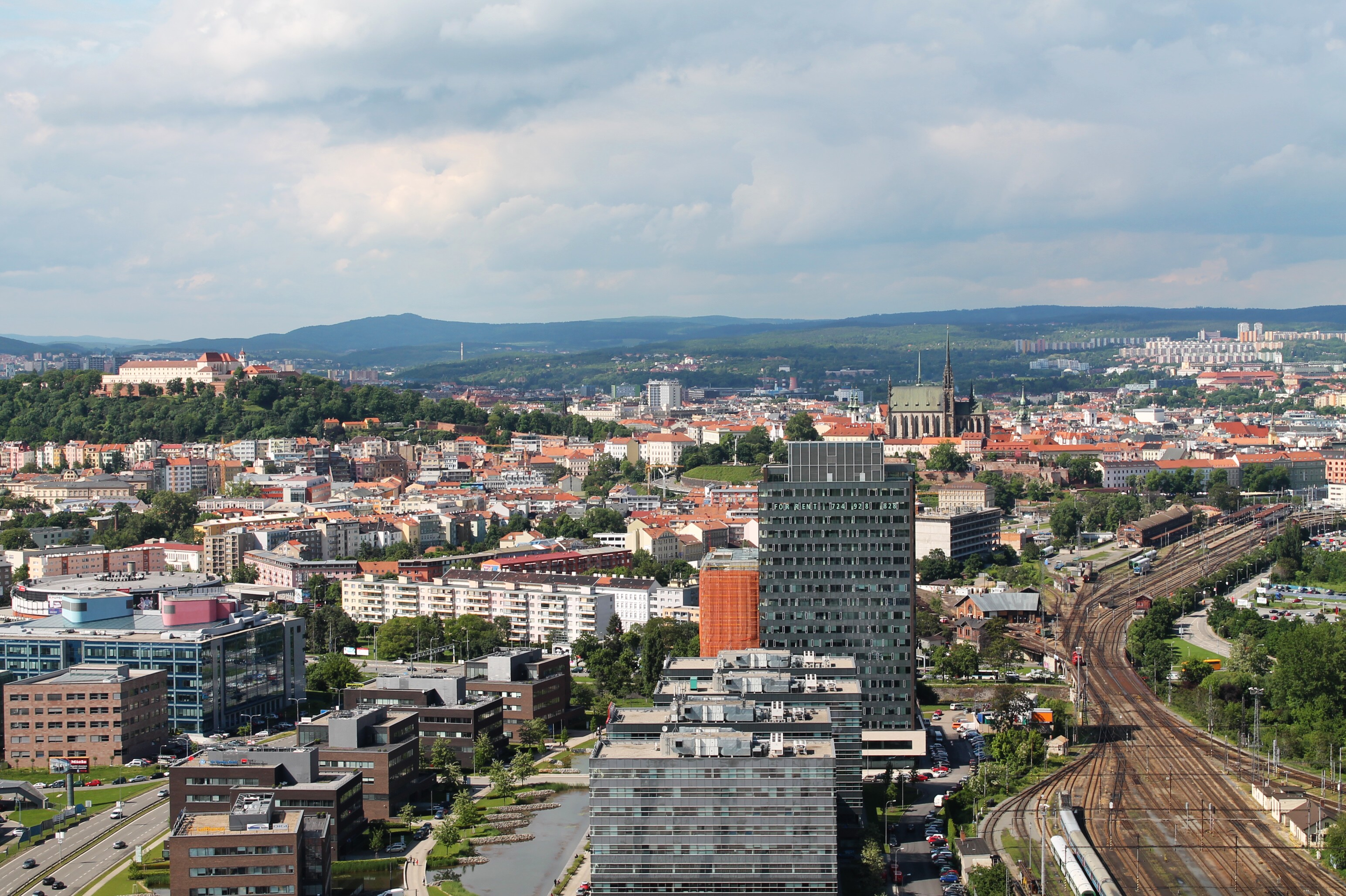